# Recombinación bacteriana
La recombinación bacteriana es un tipo de recombinación genética en bacterias caracterizada por la transferencia de ADN de un organismo donante a otro organismo receptor. Este proceso puede ocurrir de tres formas:
- Transformación, a través de la captación de ADN exógeno del entorno circundante.
- Transducción, a través de la transferencia de ADN entre bacterias mediada por virus.
- Conjugación, a través de la transferencia de ADN de una bacteria a otra a través del contacto de célula a célula.  [1][2][3]

El resultado final de la conjugación, transducción y/o transformación, es la producción de recombinantes genéticos, individuos que llevan no sólo los genes que heredaron de sus células parentales sino también los genes introducidos en sus genomas por conjugación, transducción y/o transformación.
La recombinación en bacterias normalmente está catalizada por recombinasas tipo RecA, las cuales promueven la reparación del daño en el ADN mediante recombinación homóloga.
La capacidad de sufrir una transformación natural se ha descrito en al menos 67 especies de bacterias. La transformación natural es común entre las especies de bacterias patógenas. En algunos casos, la capacidad de reparación del ADN proporcionada por la recombinación durante la transformación facilita la supervivencia del patógeno bacteriano. La transformación bacteriana se lleva a cabo mediante la interacción de muchos productos genéticos bacterianos.

## Evolución
Previamente se consideraba que la evolución de las bacterias era el resultado de una mutación o deriva genética, sin embargo, en la actualidad el intercambio genético se considera una fuerza impulsora importante en la evolución de las células procariotas. Esta fuerza impulsora ha sido ampliamente estudiada en organismos como la Escherichia coli.
En las bacterias, la reproducción asexuada, donde las células hijas son clones de las células madre, conduce a mutaciones aleatorias que ocurren durante la replicación del ADN y que potencialmente ayudan a las bacterias a evolucionar. Originalmente se pensaba que sólo las mutaciones acumuladas ayudaban a las bacterias a evolucionar. Por el contrario, las bacterias también importan genes en un proceso llamado recombinación homóloga, descubierto por primera vez mediante la observación de genes en mosaico en loci que codificaban resistencia a los antibióticos.
El descubrimiento de la recombinación homóloga ha tenido un impacto en la comprensión de la evolución bacteriana. Particularmente, la importancia de la evolución en la recombinación bacteriana es su adaptabilidad. Por ejemplo, se ha demostrado que la recombinación bacteriana promueve la transferencia de genes de resistencia a múltiples fármacos a través de una recombinación homóloga que va más allá de los niveles obtenidos puramente por mutación.

## Mecanismos de recombinación bacteriana
La recombinación bacteriana experimenta varios procesos distintos, incluyendo transformación, transducción, conjugación y recombinación homóloga. 
La recombinación homóloga depende de la transferencia de material genético mediante el ADN cruciforme (ADNc). Las secuencias de ADN complementarias transportan material genético en los cromosomas homólogos idénticos. Los cromosomas paternos y maternos emparejados se alinean para que las secuencias de ADN experimenten el proceso de entrecruzamiento.
La transformación implica la absorción de ADN exógeno del entorno circundante. Los fragmentos de ADN de una bacteria degradada se transferirán a la bacteria circundante competente, lo que dará como resultado un intercambio de ADN del receptor.
La transducción está asociada con vectores mediados por virus que transfieren material de ADN de una bacteria a otra dentro del genoma. El ADN bacteriano se coloca en el genoma del bacteriófago mediante transducción bacteriana. 
En la conjugación bacteriana, el ADN se transfiere a través de la comunicación de célula a célula, la cual puede involucrar plásmidos que permiten la transferencia de ADN a otra célula vecina. Las células vecinas absorben el plásmido F (referido al material heredado que está presente en el cromosoma) y posteriormente la célula receptora y la célula donante entran en contacto durante una transferencia de plásmido F, experimentando una transferencia genética horizontal.
Mecanismos de rotura de doble cadena
La vía RecBCD en la recombinación homóloga repara las roturas de doble cadena del ADN que se ha degradado en las bacterias. Los pares de bases unidos a las cadenas de ADN pasan por un intercambio en una unión de Holliday . 
En el segundo paso de la recombinación bacteriana, la migración de ramas implica que los pares de bases de las cadenas de ADN homólogas se intercambien continuamente en una unión de Holliday, lo que da como resultado la formación de la estructura de doble cadena del ADN. La vía RecBCD experimenta actividad helicasa al descomprimir la doble cadena del ADN y se detiene cuando se alcanza la secuencia de nucleóticos 5′-GCTGGTGG-3′, conocida también como sitio Chi. La vía RecF, por otra parte, repara la degradación de las cadenas de ADN.